# Blut-und-Boden-Ideologie

Symbol des Reichsnährstandes mit dem Parteiadler der NSDAP, dem Schlagwort Blut und Boden, Hakenkreuz, Schwert und Ähre

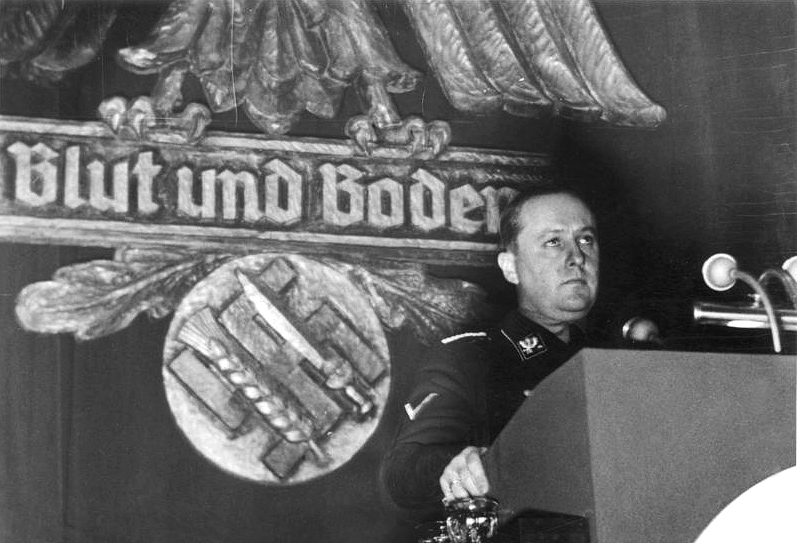
Richard Walther Darré auf einer Kundgebung des Reichsnährstandes in Goslar am 13. Dezember 1937

Die Blut-und-Boden-Ideologie ist eine agrarpolitische Ideologie, welche die Einheit eines rassisch definierten Volkskörpers mit seinem Siedlungsgebiet postuliert. Bäuerliche Lebensformen werden dabei nicht nur idealisiert und als Gegengewicht zur Urbanität gesetzt, sondern auch mit rassistischen und antisemitischen Ideen verknüpft, die eine germanisch-nordische Rasse als Bauerntum einem angeblichen jüdischen Nomadentum entgegensetzen. Zur angestrebten Verbäuerlichung der Gesellschaft bedarf es nach der Blut-und-Boden-Ideologie für ein „Volk ohne Raum“ neuer Siedlungsgebiete, die als Lebensraum im Osten zu erobern seien.
„Blut und Boden“ war ein zentrales Schlagwort der nationalsozialistischen Ideologie. Auf die völkische Ideologie der Artamanen und die Schriften Walther Darrés zurückgehend, wurden die Vorstellungen der Blut-und-Boden-Ideologie vor allem von Adolf Hitler, Heinrich Himmler und Baldur von Schirach aufgenommen und bestimmten die nationalsozialistische Agrarpolitik. Das 1933 erlassene Reichserbhofgesetz gilt als Ausdruck der Blut-und-Boden-Ideologie. Darré betrieb die Umsetzung seines Siedlungs- und Auslesekonzepts als Leiter des Reichsamts für Agrarpolitik, Reichsbauernführer, Reichsminister für Ernährung und Landwirtschaft und Leiter des Rasse- und Siedlungshauptamtes der SS, deren Vorstellungswelt er nachhaltig prägte.

## Herkunft
Nachgewiesen als Begriffspaar ist Blut und Boden, wiewohl im Konflikt stehend und nicht als Einheit verstanden, in Oswald Spenglers 1922 erschienenem Werk Der Untergang des Abendlandes, in dem vom „Kampf zwischen Blut und Boden um die innere Form einer verpflanzten Tier- und Menschenart“ gesprochen wird. Max Wundt schrieb 1924 in „Was heißt völkisch?“ über „die natürlichen Wurzeln unseres Volkstums in Blut und Boden“. Der Verlag Eugen Diederichs in Jena brachte sein Verlagsprogramm 1927/28 unter dem Titel Bindung in Blut und Boden. Die letzten Verlags-Erscheinungen in Gruppen heraus. Das Bild wurde auch von August Winnig übernommen, dessen Schrift Befreiung (1926) wie auch sein Buch Das Reich als Republik (1928) jeweils mit dem Satz: „Blut und Boden sind das Schicksal der Völker (Menschen)“ beginnt.
1929 wurde der Artamanenführer August Georg Kenstler als Herausgeber von „Blut und Boden. Monatsschrift für wurzelstarkes Bauerntum, für deutsche Wesensart und nationale Freiheit“ tätig. Durch Richard Walther Darré, ebenfalls ein Mitglied der Artamanen, wurde die prägnante Formel, indem er einem 1930 erschienenen Buch den Titel Neuadel aus Blut und Boden gab, zu einem Zentralbegriff der NS-Ideologie, der eine innere Abhängigkeit zwischen rasse-, wirtschafts- und agrarpolitischen Vorstellungen herzustellen versuchte.
Es gab ferner von 1933 bis 1945 den „Blut und Boden Verlag“ für Bücher, der neben „Goslar“ auch die Ortsangabe „Reichsbauernstadt Goslar“ verwendete. Der Verlag befand sich in der Goslarer Bäckerstraße 20–22, sein Geschäftsführer war Rudolf Damm, der auch nach 1945 weiterhin als Verleger tätig war und „Bauerntumsschriften auf der Grundlage der Blut-und-Boden-Ideologie“ herausgab.

## Kontinuität
Die britische Historikerin Anna Bramwell vertrat in ihrer 1985 unter dem Titel Blood and Soil erschienenen Biographie Darrés die These, dass die Argumente der Umweltbewegung der 1980er Jahre inhaltlich, aber auch in ihrer Formulierung den Thesen Darrés geähnelt hätten. Darré und seine Anhänger hätten das ökologische Denken des 20. Jahrhunderts geprägt. Das „grüne Denken“ der Gegenwart stehe direkt in seiner Tradition. Darré sei weniger überzeugter Nationalsozialist als ein Anhänger der organischen Landwirtschaft gewesen. Blood and Soil, aber auch spätere Veröffentlichungen Bramwells wie Ecology in the 20th Century (1989) riefen scharfe Kritik hervor. Bramwells Porträt Darrés gilt als apologetisch und ihre Schilderung der nationalsozialistischen „Ökologie“ als unkritisch. Piers Stephens konstatierte, dass Bramwell die Bedeutung des Sozialdarwinismus vernachlässige. Im Zentrum von Darrés Denken, so die Forschungsmeinung, habe nicht „Boden“, sondern „Blut“ gestanden. Es sei ihm um eine rassische Erneuerung des deutschen Volkes vom Lande her gegangen. Bramwells Argument, dass Darré ein Anhänger Rudolf Steiners und dessen anthroposophischer Landwirtschaft gewesen sei, wird als unbelegt zurückgewiesen. Der Historiker Thomas Rohkrämer stellte 2007 fest, in der Forschung herrsche weithin Einigkeit, dass es keinen „grünen Flügel“ der NSDAP gegeben habe. Der amerikanische Historiker Peter Staudenmaier hielt demgegenüber daran fest, dass es zwar keine kohärente Fraktion oder einen gleichgesinnten Kader innerhalb der Partei gegeben habe, aber eine Reihe von Aktivisten und Funktionären in NS-Regime und Bewegung, die nach heutigen Maßstäben als Umweltschützer angesehen werden könnten. Er verwies außerdem auf substantielle Konvergenzen zwischen der Philosophie biodynamischer Landwirtschaft und der Blut-und-Boden-Ideologie, die bis in die Zeit vor der Entstehung des Nationalsozialismus zurückreichten. Germanozentrik und Rassentheorie seien schon lange vor Hitlers Aufstieg ein wichtiger Teil der Anthroposophie gewesen, während wichtige Vertreter der biologisch-dynamischen Lehren sich in Institutionen der NS-Rassenpolitik engagiert hätten.